# Esto sí que es leer
|  |

El aguafuerte Esto sí que es leer es un grabado de la serie Los Caprichos del pintor español Francisco de Goya. Está numerado con el número 29 en la serie de 80 estampas. Se publicó en 1799.

## Interpretaciones de la estampa
Existen varios manuscritos contemporáneos que explican las láminas de los Caprichos. El que se encuentra en el Museo del Prado se tiene como autógrafo de Goya, pero parece más bien despistar y buscar un significado moralizante que encubra significados más arriesgados para el autor. Otros dos, el que perteneció a Ayala y el que se encuentra en la Biblioteca Nacional, realzan la parte más escabrosa de las láminas.
- Explicación de esta estampa del manuscrito del Museo del Prado: Le peinan, le calzan, duerme y estudia. Nadie dirá que desaprovecha el tiempo.[2]

- Manuscrito de Ayala: Los ministros aguardan a última hora para enterarse de los negocios. A éste le peinan, le calzan y duerme, ¿quién desaprovecha el tiempo?[2]

- Manuscrito de la Biblioteca Nacional: Los Ministros, Consejeros y otros tales aguardan para leer, estudiar y enterarse de los negocios a la hora que el peluquero les va a trabajar la cabeza, les despeluca y ciega de polvo, y el zapatero les prueba los zapatos.[2]